# Nazionale maschile under 21 di calcio delle Fær Øer

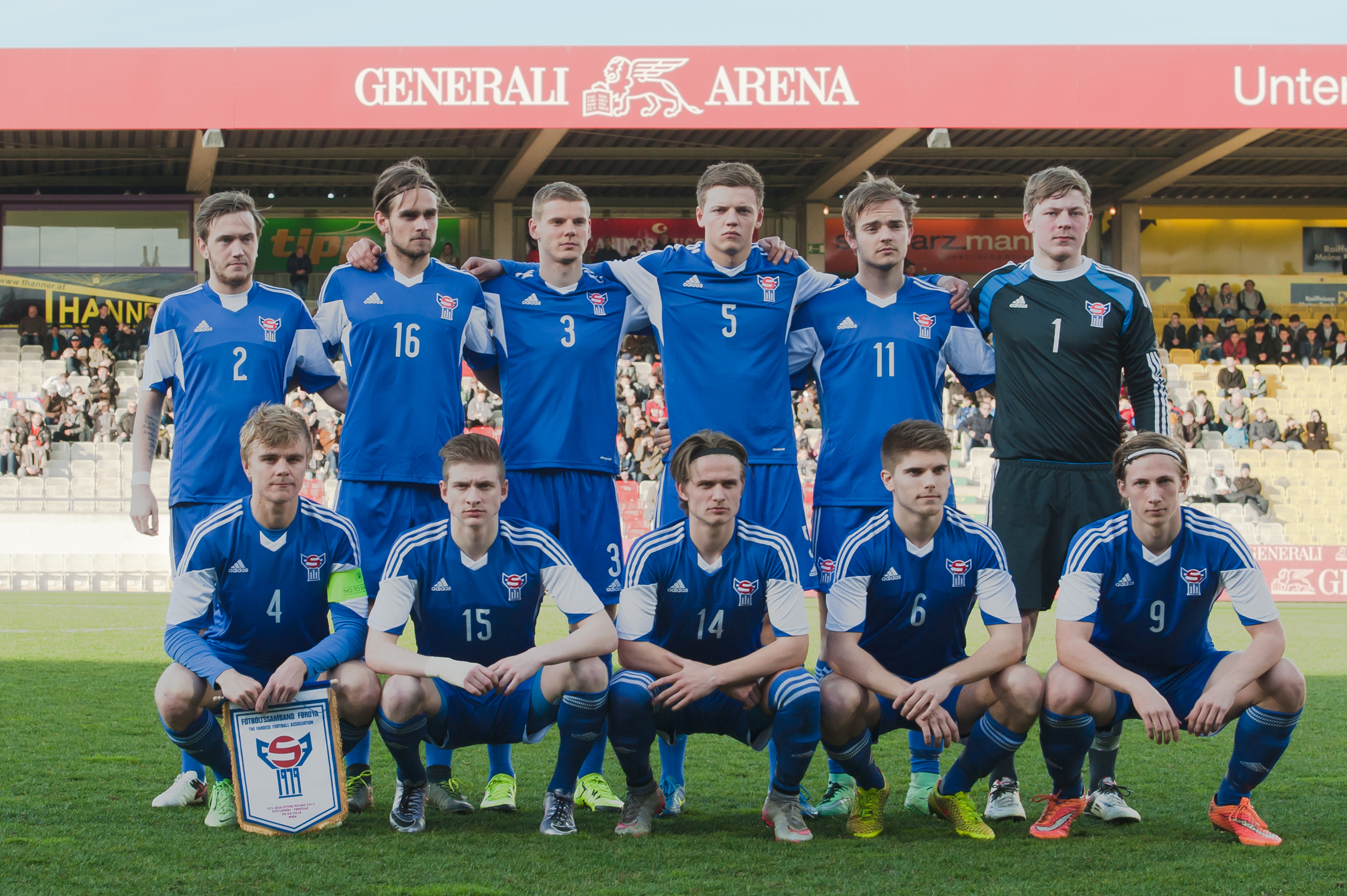
2016

La nazionale di calcio faroese Under-21 è la rappresentativa calcistica Under-21 delle Fær Øer ed è posta sotto l'egida della FSF. La squadra partecipa alle qualificazioni per il Campionato europeo di categoria che si tiene ogni due anni.

## Partecipazioni ai tornei internazionali

### Europeo U-21
- 2007: Non partecipante
- 2009: Non qualificata
- 2011: Non qualificata
- 2013: Non qualificata
- 2015: Non qualificata
- 2017: Non qualificata
- 2019: Non qualificata